# 藻類去氧核糖核酸病毒科
藻類去氧核糖核酸病毒科，又譯作藻類病毒科（学名：Phycodnaviridae），屬於大型（100–560 kb）去氧核糖核酸病毒的一個科，可感染海洋或淡水中真核藻類。這個科所屬的病毒皆有相似的形態，有二十面体的衣壳。

## 分類
截至2014年，本科六個屬合共現發現33個物種：
- 綠藻病毒屬 - 代表種:小球藻病毒（Paramecium bursaria Chlorella virus 1）
- 寄生藻病毒屬 - 代表種:寄生藻病毒SP1（Micromonas pusilla virus SP1）
- 金藻病毒屬 - 代表種:金藻病毒PW1（Chrysochromulina brevifilum virus PW1）
- 褐藻病毒屬 - 代表種:褐藻病毒1（Ectocarpus siliculosis virus 1）
- 針晶藻病毒屬 - 代表種:赤潮異彎藻病毒01（Heterosigma akashiwo virus 01）
- 顆石藻類病毒屬 - 代表種:艾氏赫胥黎顆石藻病毒86（Emiliania huxleyi virus 86）